# 贝贝 (足球运动员)
蒂亚戈·曼努埃尔·迪亚斯·科雷亚（葡萄牙語：Tiago Manuel Dias Correia，1990年7月12日—），暱称贝贝（Bébé），是佛得角职业足球运动员，司职前锋或两侧边锋，曾效力于曼聯。現效力於西甲球隊華歷簡奴。他也代表佛得角參賽。

## 生平

### 球會
贝贝是佛得角移民后裔，居於里斯本外圍，但自10歲遭父母遺棄而在孤儿院长大。2009年5月贝贝代表葡萄牙參加在波斯尼亚和黑塞哥维那福察（Foča）舉行的「歐洲街頭足球節」（European Street Football Festival），他雖然在6場賽事中射入4球，但葡萄牙仍然未能晉級次階段，由於表現出色，一度獲選參加9月在米蘭舉行的無家者世界盃，最終沒有成行。其後為刚刚由于经济原因被降入葡萄牙乙级联赛的传统劲旅艾馬多拉羅致，第一次参加职业联赛，立刻以出色的能力和身体素质引来其它球队的关注。
2010年7月，葡超球队吉马良斯将其收歸旗下，簽署五年合約。仅仅过了一个月，英超豪门曼联又从吉马良斯买下了贝贝。虽然转会费未正式宣布，但是据报道是按照贝贝刚刚签下合同的强制买断条款支付的900萬歐元（740万英镑），而且曼联主帅弗格森是听取了以前的助手卡路士·昆洛斯的建议，仅在贝贝签约前一天与之见面就将其签下的。簽約翌日碧比首次會見費格遜，他除要求碧比儘速學好英語外，更需到理髮店剪髮。
2010年9月6日碧比獲挑選加入曼聯的歐聯25人大軍名單中。9月16日首次代表預備隊上陣出戰阿士東維拉。9月22日於英格蘭聯賽盃作客5-2大勝斯坎索普首次亮相，下半場74分鐘後補入替朴智星；10月2日作客桑德兰在英超處子上陣，於賽事末段入替安達臣；10月26日聯賽盃第四圈主場對狼隊首次正選登場，下半場56分場先拔頭籌兼射入加盟後首個入球，協助衛冕冠軍曼聯以3-2淘汰對手晉級八強。11月2日歐聯分組賽作客對貝沙，碧比為曼聯射入一球鎖定3-0勝局，是其首個歐聯入球兼連續兩場取得入球。
2011年6月10日碧比獲借用到土超的比錫達斯1個球季。8月在代表葡萄牙U21国家队比赛时左膝盖十字韧带撕裂，将缺阵6个月。
2012年12月27日，曼联將碧比借出到葡超里奧艾維至球季結朿。
2013年9月2日，碧比被借到葡超球會费雷拉一個球季。

### 國家隊
碧比曾六次代表葡萄牙U21上陣。第一次為2010年9月3日，2011年歐洲U-21足球錦標賽外圍賽葡萄牙U21主場對英格蘭U21踢足全場，但負0:1。

## 外部連結
- 碧比於葡超統計（页面存档备份，存于）
- 葡萄牙足總 碧比資料[永久]
- The rags to riches story of Man Utd's Bebe（页面存档备份，存于）
- Profile（页面存档备份，存于） at vitoriasc.pt